# Projekt 257D
Projekt 257D (NATO-Bezeichnung: Vanya-Klasse) war eine Klasse von Minenräumschiffen der sowjetischen Marine, die für Einsätze im Küstenvorfeld vorgesehen waren. 73 Schiffe wurden von der Sowjetunion gebaut.

## Beschreibung
Projekt 257D war der erste Typ von Minenabwehrfahrzeug, der in der Sowjetunion zur Bekämpfung von magnetische Grundminen ab 1957 entwickelt wurde. Dazu wurden zwei Ausführungen in Betracht gezogen, deren Schiffsrümpfe kein magnetisches Feld erzeugen sollten, das stark genug war, diese Minen auszulösen. Projekt 257D war aus Holz gefertigt, Projekt 257M bestand aus schwach magnetischem Stahl. Die Serienproduktion von Projekt 257M scheiterte aus technischen Gründen, ab 1959 wurden deshalb Projekt-257D-Boote mit Holzrumpf gebaut. Das Magnetfeld wurde im Gegensatz zum Vorgänger-Projekt 265 um das 50-fache reduziert.
Die verwendete Minensuchausrüstung erwies sich nur bedingt als brauchbar: es konnten mit dem Aktivsonar nur schmale Streifen Meeresboden abgetastet werden, so dass die Suchaktionen sehr lange dauerten. Die Unterwasserkameras konnten zudem nur Minen in klaren Gewässern ausmachen. Ab 1961 wurde deshalb Projekt 257MD gebaut, dessen Rumpf aus Holz und Fiberglas bestand und das moderneres Minensuchgerät zum Einsatz bringen konnte.
Bewaffnet waren die Schiffe mit einem Turm 30 mm L/63 AK-230 auf dem Vorschiff. Weiter konnten bis zu zwölf Seeminen mitgeführt werden.

## Verbleib
61 Schiffe der Projekte 257D und 257DM wurden von der Sowjetunion insgesamt gebaut. Dazu ein Erprobungsträger Projekt 257W und vier Einheiten Projekt 257DME. Hinzu kommt in manchen Publikationen das modernisierte Projekt 699 mit fünf Schiffen und Projekt 1253W, ein Führungsschiff zum Funkfernsteuern der kleinen Minenjäger des Projektes 1253 mit zwei Einheiten.
Sechs Schiffe gingen an Bulgarien. Es befinden sich keine Schiffe der Klasse mehr im Dienst, die sowjetischen/russischen Schiffe wurden bis 1994 ausgemustert, das letzte bulgarische Schiff ging 2012 außer Dienst. Die Sowjetunion hatte zwei ihrer Schiffe in den 1980er-Jahren an Syrien abgegeben.